# Cap Fréhel
El cap Fréhel és una punta de gres rosa de relleu accidentat que separa la badia de Saint-Brieuc a l'oest de la badia de Sant-Maloù a l'est, a la costa del canal de la Mànega. Es troba a la localitat de Plévenon (i no a la municipi veí de Fréhel, com podria indicar el seu nom), dins del departament francès de les Costes d'Armor. Les úniques construccions del promontori són dos fars. El penya-segat té 70 metres i és un lloc d'interès per a la conservació de determinades espècies d'ocells marins.

## Característiques
La landa batuda pels vents del mar pinten el paisatge amb el rosa del bruc i el groc de l'Ulex.
La costa escarpada i rocosa del cap és el lloc de nombroses coves marines. Els contes i les llegendes recollides per Paul Sébillot al segle XIX especifiquen que aquestes coves estaven poblades per fades. Les coves són accessibles per als vianants, amb la marea baixa, i per als caiaquistes, amb la marea alta. L'houle de la Banche és la més profunda d'aquestes cavitats marines.
L'antic far (o torre Vauban), de granit, va ser construït sota Lluís XIV el 1701 per un dels deixebles de Vauban, Jean-Siméon Garangeau (1647-1741). Entre 1845 i 1847 es va construir un far més modern i més alt que les tropes alemanyes destruïren l'agost de 1944. L'actual far, reconstruït a partir de 1946, es va inaugurar l'any 1950, amb 32 metres d'alçada, i la seva llanterna abasta fins a 103 metres. En un dia clar, la seva claror és visible a més de 100 quilòmetres de distància.
Durant la Segona Guerra Mundial, el cap Fréhel va ser l'emplaçament d'una estació de radar, de la qual avui només en queden uns quants blocs amagats als matolls.

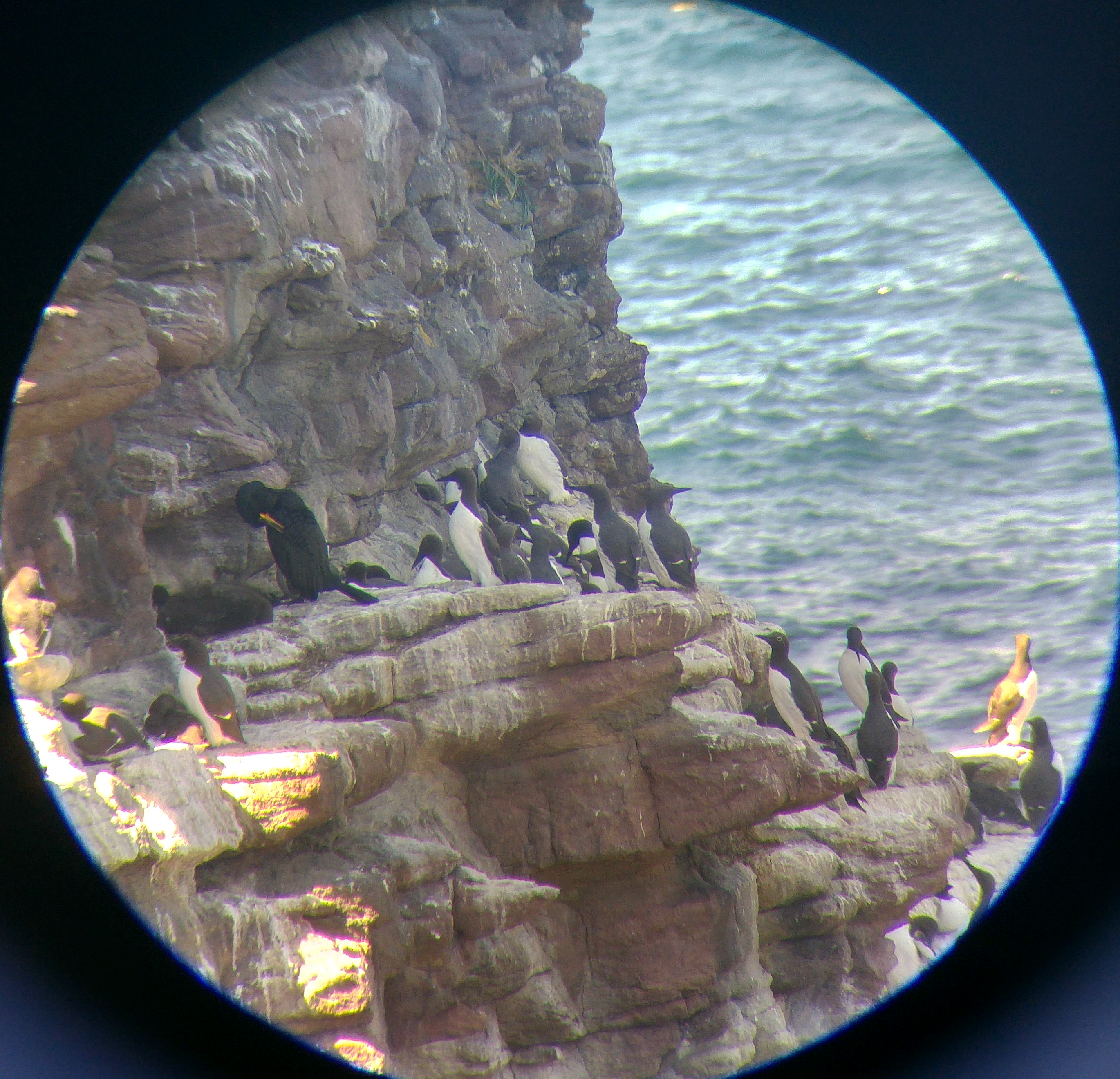
Somorgollaire comú nidificant al cingle del cap Fréhel. També s'hi veu un corb marí emplomallat.

A l'estiu, el penya-segat serveix de lloc de nidificació per als corbs marins emplomallats, els somorgollaires comuns i les gavinetes de tres dits. Segons l'any, en aquests penya-segats nidifiquen entre 280 i 336 parelles de somorgollaires, la qual cosa representa aproximadament el 85% de la població present a l'Estat francès. Més rarament, entre 28 i 31 parelles de gavots ocupen el lloc per a la seva nidificació. Els grans gavinots, i els gavians argentats o foscos nien al terreny més pla dels illots circumdants, mentre que els fulmars boreals s'estenen al llarg dels penya-segats. La landa, en particular, és un lloc de pas migratori per a molts passeriformes, com el còlit gris.